# Memphis Slim
Memphis Slim (Memphis, 3 de Setembro de 1915 - Paris, 24 de Fevereiro de 1988) foi um pianista de blues, cantor e compositor. Liderou várias bandas de jump blues, que incluíam saxofone, baixo, bateria e piano. A sua música, Every Day I Have the Blues, tornou-se um standard dos blues.
Em 24 de fevereiro de 1988, morreu de insuficiência renal em Paris, França, aos 72 anos. Ele está enterrado no Galilee Memorial Gardens em Memphis, Tennessee.

## Discografia
| Ano  | Título                                                                                      | Gravadora                |
| ---- | ------------------------------------------------------------------------------------------- | ------------------------ |
| 1959 | Memphis Slim and the Real Boogie-Woogie                                                     | Folkways Records         |
| 1960 | Memphis Slim and the Honky-Tonk Sound                                                       | Folkways Records         |
| 1960 | Travelling with the Blues                                                                   | Storyville               |
| 1960 | Blue This Evening                                                                           | Black Lion               |
| 1960 | Pete Seeger at the Village Gate with Memphis Slim and Willie Dixon - Vol 1                  | Folkways Records         |
| 1960 | Songs of Memphis Slim and "Wee Willie" Dixon                                                | Folkways Records         |
| 1961 | Tribute To Big Bill Broonzy                                                                 | Candid                   |
| 1961 | Steady Rollin' Blues: The Blues Of Memphis Slim                                             | OBC                      |
| 1961 | Memphis Slim U.S.A.                                                                         | Candid                   |
| 1961 | Broken Soul Blues                                                                           | Beat Goes On             |
| 1961 | Alone With My Friends                                                                       | Battle                   |
| 1961 | Chicago Blues: Boogie Woogie and Blues Played and Sung By Memphis Slim                      | Folkways Records         |
| 1961 | Blues by Jazz Gillum Singing and Playing His Harmonica: With Arbee Stidham and Memphis Slim | Folkways Records         |
| 1961 | No Strain                                                                                   | Bluesville               |
| 1962 | Sonny Boy Williamson & Memphis Slim: In Paris                                               | GNP Crescendo            |
| 1962 | Pete Seeger at the Village Gate with Memphis Slim and Willie Dixon - Vol 2                  | Folkways Records         |
| 1962 | Memphis Slim and Willie Dixon at the Village Gate with Pete Seeger                          | Folkways Records         |
| 1963 | All Kinds of Blues                                                                          | Bluesville               |
| 1963 | Jazz In Paris: Aux Trois Mailletz                                                           | Polygram                 |
| 1964 | Clap Your Hands                                                                             | Maison De Blues          |
| 1967 | Bluesingly Yours                                                                            | Maison De Blues          |
| 1968 | Lord Have Mercy On Me                                                                       | Maison De Blues          |
| 1969 | The Bluesman                                                                                | Maison De Blues          |
| 1969 | Mother Earth                                                                                | One Way Records          |
| 1970 | The Blue Memphis Suite                                                                      | Maison De Blues          |
| 1970 | Messin' Around with the Blues: The Very Best Of                                             | King                     |
| 1971 | Boogie Woogie                                                                               | Maison De Blues          |
| 1971 | Born With The Blues                                                                         | Fuel 2000                |
| 1971 | Blue Memphis                                                                                | Wounded Bird             |
| 1972 | South Side Reunion: Memphis Slim & Buddy Guy                                                | Sunny Side               |
| 1973 | Legacy of the Blues, Vol 7: Memphis Slim                                                    | Gnp Crescendo            |
| 1973 | Memphis Slim                                                                                | Storyville               |
| 1973 | Soul Blues                                                                                  | Acrobat Records          |
| 1973 | Raining the Blues                                                                           | Fantasy                  |
| 1973 | Memphis Slim - Favorite Blues Singers                                                       | Folkways Records         |
| 1973 | Very Much Alive and in Montreux                                                             | Universal International  |
| 1975 | Going Back To Tennessee                                                                     | Maison De Blues          |
| 1981 | Rockin' the Blues                                                                           | Charly                   |
| 1981 | Memphis Heat: Canned Heat & Memphis Slim (recorded in 1970)                                 | Sunny Side               |
| 1981 | I'll Just Keep On Singin' the Blues                                                         | SLG, LLC                 |
| 1990 | Steppin' Out: Live at Ronnie Scotts                                                         | Castle Music UK          |
| 1990 | Together Again One More Time/Still Not Ready For Eddie                                      | Texas Music Group        |
| 1990 | Parisian Blues                                                                              | Polygram                 |
| 1990 | The Real Folk Blues                                                                         | Mca                      |
| 1992 | Blues Masters Vol 9: Memphis Slim                                                           |                          |
| 1993 | London Sessions 1960                                                                        | Sequel Records UK        |
| 1994 | The Blues Collection Vol 13: Beer Drinkin' Woman                                            | ADD                      |
| 1994 | Lonesome                                                                                    | Legacy International     |
| 1994 | Live at the Hot Club                                                                        | BMG International        |
| 1995 | Boogie After Midnight                                                                       | Chicago Music Co.        |
| 1996 | The Complete Recordings, Vol. 1: 1940-1941 (Peter Chatman As Memphis Slim)                  | EPM Musique              |
| 1996 | Come Back & Other Classics                                                                  | Masters Intercontinental |
| 1996 | The Bluebird Recordings, 1940-1941                                                          | RCA                      |
| 1997 | Dialogue in Boogie: Memphis Slim & Philippe Lejeune                                         | Happy Bird               |
| 1998 | Lonely Nights                                                                               | Catfish                  |
| 1998 | Very Best of Memphis Slim: The Blues Is Everywhere                                          | Collectables             |
| 1999 | Life Is Like That                                                                           | Charly UK                |
| 2000 | The Folkways Years, 1959-1973                                                               | Smithsonian Folkways     |
| 2000 | Blues At Midnight                                                                           | Catfish                  |
| 2000 | Memphis Slim at the Gate of the Horn                                                        | Vee-Jay                  |
| 2001 | The Complete Recordings, Vol. 2: 1946-1948                                                  | EPM Musique              |
| 2001 | Essential Masters                                                                           | Cleopatra                |
| 2001 | Blue and Lonesome                                                                           | Arpeggio Blues           |
| 2001 | Ambassador of the Blues                                                                     | Indigo UK                |
| 2002 | The Complete Recordings, Vol. 3: 1948-1950                                                  | EPM Musique              |
| 2002 | I Am The Blues                                                                              | Prestige Elite           |
| 2002 | Kansas City                                                                                 | Classic World            |
| 2002 | Boogie For My Friends                                                                       | Black & Blue France      |
| 2002 | The Come Back                                                                               | Delmark                  |
| 2002 | Blues Legends: Memphis Slim                                                                 | Lead                     |
| 2003 | Three Women Blues                                                                           |                          |
| 2003 | The Complete Recordings, Vol 4: 1951-1952                                                   | EPM Musique              |
| 2004 | Worried Life Blues                                                                          |                          |
| 2004 | Grinder Man Blues                                                                           | Snapper UK               |
| 2004 | The Best of Memphis Slim                                                                    | Liquid 8                 |
| 2005 | Boogie For 2 Pianos Vol 1: Memphis Slim & Jean-Paul Amouroux                                |                          |
| 2005 | Paris Mississippi Blues                                                                     | Sunny Side               |
| 2005 | Double-Barreled Boogie: Memphis Slim & Roosvelt Sykes                                       | Sunny Side               |
| 2006 | Forty Years of More                                                                         | Passport Audio           |
| 2006 | Memphis Suite                                                                               | Sunny Side               |
| 2006 | Rockin' This House: Chicago Blues Piano 1946-1953 (CDs A&B)                                 | JSP Records              |
| 2006 | The Sonet Blues Story                                                                       | Verve Records            |
| 2006 | An Introduction to Memphis Slim                                                             | Fuel 2000                |
| 2007 | The Ultimate Jazz Archive 14 1940-41 (1 Of 4)                                               | Carinco AG               |
| 2007 | Sings the Blues                                                                             | Wnts                     |
| 2007 | Chicago Blues Masters Vol 1: Muddy Waters And Memphis Slim                                  | Capitol                  |
| 2007 | Cold Blooded Woman                                                                          | Collectables Records     |
| 2008 | Greatest Moments                                                                            | Stardust                 |
| 2008 | Four Walls                                                                                  | Jukebox Entertainment    |
| 2008 | Born To Boogie                                                                              | Unlimited Media          |
| 2008 | Legend of the Blues                                                                         | Wounded Bird Records     |
| 2009 | Fip Fil and Fim                                                                             | 101 Distribution         |